# Port lotniczy Rodrigues
Port lotniczy Rodrigues (IATA: RRG, ICAO: FIMR) – port lotniczy położony na wyspie Rodrigues, w Mauritiusie.

## Linie lotnicze i połączenia
| Linia Lotnicza | Kierunek     |
| -------------- | ------------ |
| Air Austral    | 1. Reunion   |
| Air Mauritius  | 1. Mauritius |